# Carlo De Medici
Carlo de Medici (fl. XX secolo) è stato un imprenditore e dirigente sportivo italiano, terzo presidente dell'Inter dal 1910 al 1912.

## Biografia
È il presidente del primo scudetto, vinto il 24 aprile 1910 a due anni, un mese e quindici giorni della fondazione del club. L'Inter vince 10-3 lo spareggio con la Pro Vercelli. Il numero uno del club viene assediato, insieme ai giocatori, negli spogliatoi.
Brera scriverà:
(Gianni Brera)
Resta in carica fino al 1912 quando viene sostituito da Emilio Hirzel.